# Брюс Дікінсон
Пол Брюс Дікінсон (англ. Paul Bruce Dickinson; нар. 7 серпня 1958, Ворксоп, Велика Британія) — британський рок-музикант, письменник, спортсмен (фехтувальник), пілот цивільної авіації, теле- і радіоведучий, автор книг і сценарист, продюсер, насамперед відомий як фронтмен хеві-метал-гурту Iron Maiden (за версією журналу Classic Rock він посідає 8-ме місце в рейтингу найкращих фронтменів рок-музики) .
Покинувши Iron Maiden в 1993 році на хвилі спаду популярності хеві-металу, Дікінсон пройшов довгий шлях творчого пошуку, в процесі якого безуспішно експериментував з новими музичними стилями (зокрема з гранджем). Після створення гурту Skunkworks та його комерційного провалу відновив співпрацю з гітаристом Roy Z. Результатом їх співпраці стали успішні хеві-металічні альбоми Accident of Birth та The Chemical Wedding. У підсумку успіх Дікінсона як сольного вокаліста став зростати, тоді як покинутий ним гурт поступово втрачав популярність. Його повернення в Iron Maiden 1999 року повернуло колективу колишню популярність, але водночас не стало перешкодою для його сольної кар'єри та роботи пілотом цивільної авіації.
Дікінсон є одним з найвідоміших вокалістів у жанрі хеві-метал. Його сильний високий голос та стиль співу вплинули на становлення нового покоління музикантів, серед яких — Тімо Котіпелто (Stratovarius) , Андре Матос (Angra) та багато інших.
За потужні вокальні дані Дікінсон дістав від шанувальників прізвисько Air Raid Siren (з англ. - "сирена повітряної тривоги") .

## Життєпис

### Дитинство
Пол Брюс Дікінсон народився 7 серпня 1958 року у Ворксопі, невеликому шахтарському місті в графстві Ноттінгемшир. Хоча його перше ім'я Пол, він з дитинства воліє, щоб його називали другим ім'ям — Брюс. Його батьки були ще підлітками (матері, яка перебувала на 5 місяці вагітності, на момент весілля було близько 17 років, а батькові 18), і незапланована поява дитини якраз і підштовхнула їх до одруження, бо в Англії 1950-х років аборти ще були заборонені. Сам Дікінсон про обставини своєї появи на світ дізнається в середині 1990-х років, коли в одній з телефонних розмов мати скаже, що він був «украй незапланованою дитиною». Музикант запам'ятає слова «accident of birth» (юридичний термін: факт народження, дослівно в перекладі з англ. - народжений випадково), які пізніше ознаменують поворотну точку в його кар'єрі.
Ледве закінчивши школу і практично не маючи засобів до існування, молода пара спочатку була змушена жити разом з дідусем і бабусею Брюса, які взяли на себе частину відповідальності за початкове виховання дитини. Мама Брюса, Соня (англ. Sonia), працювала по пів дня у взуттєвому магазині, а батько, Брюс-старший, служив в армії мотористом. Бувши «звичайним гультяєм», батько втратив свої водійські права і вирішив піти в армію добровольцем. Робота оплачувалася краще, і, крім того, він зміг одразу ж відновити права. Брюс розпочав початкову школу у Ворксопі (його перша школа називалася Ментон (англ. Manton)). А тим часом його батьки переїхали до Шеффілда, найближчого міста, де простіше було знайти роботу. Вихованням юного Брюса фактично займалися дід і баба. Дід працював забійником у кам'яновугільній шахті, а баба переважно займалася домашнім господарством, зрідка підробляючи перукарем. Як згадував Дікінсон, дід був дуже хорошою людиною. Він замінив йому батька і в першу чергу навчив постояти за себе. Дід і бабуся першими познайомили хлопчика зі світом музики: під The Twist Чаббі Чекера Брюс танцював у вітальні їхнього будинку, а пізніше хлопчик умовив діда купити платівку «She Loves You» The Beatles.
Коли Брюсові було 6 років, він переїхав до батьків у Шеффілд. Через 6 місяців батьки вирішили відправити його в малу приватну школу Шеллоу Вейл Джуніор. Брюс ніколи не відчував на собі уваги і турботи батьків. Зосереджені на зароблянні грошей, яких постійно не вистачало, вони сприймали сина як тягар, який треба взувати, годувати й одягати. Крім цього батькам Брюса були чужі якісь музичні вподобання, і любов хлопчика до музики, яку він виявив у себе в будинку бабусі й діда, не знаходила тут жодної підтримки.
Внаслідок частих переїздів, викликаних батьківськими пошуками заробітку, Брюс переходив з одного навчального закладу до іншого, втрачаючи можливість завести собі постійних друзів. Коли хлопцеві виповнилося 12 років, батьки, які трохи зібрали грошей, віддали Брюса в приватну школу-пансіонат Аундейл (англ. Oundale), перебування в якій відрізнялося від державних шкіл тим, що конфлікти з учнями виливалися не бійки, а в «систематичну муку». Пізніше, згадуючи про регулярні побиття і знущання в пансіонаті, Дікінсон пояснив, що утримувало його від скарг батькам:
«Просто не дозволяй людям взяти гору над тобою, так я вважав. Навіть якщо ти лежиш з побитим нутром, ти все ще можеш сказати: „Так, ти більший за мене і ти можеш мене побити, але ти не кращий за мене. Я кращий за тебе, хлопче“. Так було зі мною. Я вдосталь плакав на самоті, але ніколи, ніколи в житті не показував такого роду… слабкість на людях, інакше вони б дійсно перемогли».Оригінальний текст (англ.)
You just don't let people get the better of you, that was my attitude. Even if you're lying there with all your guts kicked in, you can still go away saying, 'All right, you're bigger than me, you can beat the shit out of me if you want, but you're not superior. That's me, mate.' And that's what occurred to me. I used to cry my fucking eyes out in private, but never, ever, ever, ever show that sort of...of weakness in public, because then they really have won.

У шкільні роки Дікінсон вперше проявив себе як актор і вокаліст. В Аундейлі, де з усіх розваг дозволялася лише музика, хлопець вперше почув пісню «Child in Time» гурту Deep Purple, яка справила на нього незабутнє враження. Крім того, пансіонат відвідували такі відомі колективи, як Van der Graaf Generator, Wild Turkey і Crazy World of Arthur Brown, що також впливало на формування світогляду молодого Брюса. В пансіонаті Дікінсон приєднався до театрального гуртка, де брав участь у постановці багатьох п'єс, включаючи трагедію «Макбет» Шекспіра, а невдовзі захопився грою на барабанах, і хоча можливості репетирувати у хлопця не було, він намагався бути присутнім на репетиціях шкільної групи, де запам'ятовував партії ударних. Тоді ж Дікінсон вперше спробував себе як вокаліст, після того як з'ясувалося, що він бере більш високі ноти, ніж соліст місцевого гурту.
Після інциденту, коли Дікінсон з товаришем помочилися в обід директора, а потім самі ж і розповіли про це, Брюса, до його власного задоволення, відрахували з пансіонату. Середню освіту він закінчив у державній школі в Шеффілді. Там же юнак приєднався до хлоп'ячого гурту Paradox, який став його першим серйозним кроком на шляху до професійної кар'єри.

### Юність
Шкільний гурт спочатку мав назву Paradox, за пропозицією Дікінсона його перейменували в Styx (підлітки не підозрювали, що таку ж назву має відомий американський софт-рок-гурт). Під впливом Брюса інші учасники колективу, творчість яких до цього обмежувалася репетиціями в гаражі та виконанням кавер-версій, все-таки зробили кілька виступів і записали власний матеріал. Колектив незабаром розпався, але для 17-річного вокаліста участь у ньому принесла перший досвід написання пісень і виступів на сцені.
Закінчивши школу у 18 років з відмінними оцінками з англійської мови, історії та економіки, Дікінсон спочатку вирішив піти служити в армію, як батько. Він вже записався в Територіальний армійський добровольчий резерв за кілька місяців до того. Його батько був особливо радий, що у сина буде кар'єра в збройних силах.
Хоча Дікінсон і отримував задоволення від свого перебування в армії, але, відслуживши півроку, майбутній музикант зрозумів, що військова служба не для нього. Кар'єра рок-вокаліста на той момент здавалася йому недосяжною, і в підсумку Брюс вступив на історичний факультет коледжу Квін Мері (англ. Queen Mary College), розташований у лондонському Іст-Енді. Батьки хотіли, щоб Брюс залишився в армії, але він пояснив їм своє рішення як необхідний етап перед початком військової кар'єри, він відразу ж почав пошук гурту, в якому міг би реалізувати свій творчий потенціал. В університеті Дікінсон познайомився з мультиінструменталістом Полом «Нодді» Вайтом, з яким обговорив можливість створення власного колективу. В результаті Дікінсон, Пол «Нодді» Вайт, Стів Джонс, Адам Хаєнд і Мартін Фрешвотер створили новий колектив — Speed. За словами Дікінсона, назва колективу ніяк не пов'язана з наркотиками, а характеризує швидкість їхньої музики. Джо Шуман, автор життєпису Брюса Дікінсона, описав стиль гурту так: «У звучанні Speed гібрид стрімкого хард-року і великовагового металу в дусі Judas Priest з'єднався з запаморочливими пасажами клавішних в неокласичному стилі, дуже співзвучними з тими, що грали такі ж залучені в панк-рух, який розвивався, такі паб-рокери, як The Stranglers». В цьому гурті Брюс почав складати свій власний матеріал, коли Вайт показав йому як грати три акорди на гітарі.
Хоча Speed зіграли кілька концертів у пабі Green Man у районі Пламстед, але історія гурту не тривала довго, зате вона сприяла подальшій роботі Дікінсона в напрямку музичної кар'єри. Якось Дікінсон помітив оголошення в Melody Maker, де було написано, "Потрібен співак для проекту запису пісень", і відразу ж відповів. Він записав демо-плівку і надіслав її з приміткою: "До речі, якщо ви вважаєте цей спів лайном, то там є дещо з Джона Кліза на іншому боці, і можливо це вас трохи повеселить". Тим, хто писав оголошення, сподобався запис, і вони запросили Дікінсона в студію. Там вони записали пісню "Дракула" - перший запис в житті Брюса. Гурт мів назву "Shots". Учасниками його були двоє братів, Філ і Даг Сівітери. Пісня пізніше з'явилася на другому диску збірки The Best of Bruce Dickinson. Брати були вражені вокальними даними Дікінсона і запросили його стати учасником їхнього колективу.
Виступаючи по клубах, гурт не привертав особливої уваги, поки одного вечора Дікінсон не почав насміхатися над байдужими до музики глядачами, які стали відразу ж стежити за подіями на сцені. Втішений такою увагою Брюс став кожного вечора жартувати над аудиторією, поступово накопичуючи перший досвід фронтмена. Як зізнавався він сам, «якраз тоді я зробив спроби бути не лише вокалістом, але й фронтменом. Я зрозумів пізніше, що багато хто може співати, але попросіть їх піднятися на сцену і завести публіку. Вони не можуть. Вони не знають як. Отож цей досвід був важливим у моїй роботі».
Найбільшою удачею Брюса став той вечір, коли учасники гурту Samson несподівано з'явилися на концерті Shots в Мейдстоні (1978 рік). Завдяки пісням гітариста Пола Семсона (англ. Paul Samson) цей гурт вже випустив один альбом Survivors на незалежній фірмі звукозапису Lazer. Колектив викликав великий інтерес у публіки поряд з Iron Maiden, Saxon і Angel Witch, як один з найяскравіших представників молодого руху, відомого як Нова хвиля британського важкого металу. Але здебільшого їх знали завдяки тому, що їх барабанщик Thunderstick (справжнє ім'я — Баррі Грем) завжди одягав маску S&M на сцені і грав замкненим у клітці для тварин. На той час гурт Samson складався з трьох осіб і шукав собі нового вокаліста.

### Музична кар'єра

#### Samson
Отримавши практично негайне запрошення приєднатися до гурту Samson, Дікінсон зіткнувся з проблемою іншого характеру: через два тижні необхідно було складати випускні іспити в університеті. Цей диплом ніколи не був особливо важливим для Брюса, поки він не усвідомив, що у нього більше може не бути шансу скласти випускні іспити, окрім як відмовитися від усіх своїх побічних занять, принаймні, на деякий час. Проваливши всі іспити за другий курс, Дікінсон не захотів закінчувати навчання круглим двієчником, тому, засівши на два тижні в бібліотеці, він практично наздогнав свій потік. У підсумку він здав усе не гірше за інших.
Однак різкий перехід від екзаменів до репетицій з Samson не вплинути на сили музиканта, який до того ж відчував себе чужим серед інших учасників колективу, які цікавились лише жінками, наркотиками та алкоголем. Невдовзі Дікінсон усвідомив, що залишаючись тверезим, він просто не може спілкуватись з іншими учасниками колективу і підтримувати творчу атмосферу.
|  | Так я приходив до висновку, що потрібно просто викурити косяк. Інакше було неможливо щось написати. … я перетворився на кілька років у таку людину, якою я насправді не був. Я просто занадто сильно хотів стати вокалістом і думав, що це лише частина тієї ціни, яку я повинен заплатити за це. |

За словами Дікінсона, найважчим, що він вживав, була марихуана.
Приєднавшись до Samson одразу після випуску ними альбому Survivors, Дікінсон разом з іншими учасниками гурту приступив до репетицій, а також до запису нових пісень. Поява нового учасника не могла не спричинити зміну звучання: «Наше тріо чимось нагадувало Джимі Гендрікса, Рорі Галлахера і хеві-метал. Крім того ми джемували як Cream і Mountain, — згадував Пол Семсон. — З приходом Брюса ми стали більше орієнтуватися на виконання пісень зі структурованими соло, хоча як і раніше включали до виступу джем-сейшни». Приблизно тоді ж музикант дістав від інших учасників групи прізвисько Bruce Bruce, запозичене з одного епізоду «Монті Пайтона» (Епізод 22).
Оскільки Дікінсон приєднався гурту відразу після запису альбому Survivors, то на концертах йому доводилося виконувати пісні, які не були розраховані на його вокальний діапазон. Ця проблема спонукала музикантів взятися незабаром за запис нових пісень, які вони включили в гастрольний тур, а їх студійну версію представили вже на наступному альбомі — Head On (вийшов 1980 року на фірмі звукозапису Gem). З Дікінсоном гурт перезаписав і альбом-попередник, однак офіційно в продаж ці версії пісень надійшли лише у 2001 році як бонус до перевиданого Survivors.
Як Samson, так і Iron Maiden тоді були провідними представниками Нової хвилі британського важкого металу. Вперше виступ Iron Maiden Дікінсон побачив у 1980 році. Наступна їхня зустріч відбулася рік по тому, коли Samson записували Shock Tactics в студії, сусідній з тією, де Maiden працювали над альбомом Killers. Дікінсон одразу відзначив для себе схожість гурту зі своїми кумирами Deep Purple, однак сам спроби налагодити контакт з гуртом не робив. Водночас на Samson очікували великі проблеми у зв'язку з менеджментом і продюсуванням альбомів, оскільки їхній колишня фірма звукозапису збанкрутувала, а нова не сприймала їх належним чином і, відповідно, не збиралася фінансувати.
За словами самого Дікінсона, виступ на фестивалі в Редінгу став останньою точкою дотику: його запросили на прослуховування в Iron Maiden, і на цьому моменті етап його кар'єри з Samson прийшов до свого логічного завершення.

#### Iron Maiden
В Iron Maiden Дікінсон прийшов на зміну звільненому вокалістові Полові Ді'Анно, який був у складі гурту від 1978 до 1981 року, записав два перші студійні альбоми і взяв участь у кількох світових турне. Попри всю безсумнівну важливість Ді'Анно для початкового успіху колективу багатьом було очевидно, що відчайдушний вокаліст, який зловживає наркотиками і алкоголем, учасник багатьох бійок і прихильник панк-року, не вписується в рамки Iron Maiden і успіх з ним має осяжні межі. На відміну від свого вокаліста, який мало задумувався про перспективи кар'єри, інші учасники гурту мріяли про подальше творче зростання загалом і популярність в Америці зокрема, що було недосяжним з Ді'Анно як фронтменом. Саме через це Пол був змушений покинути колектив, а йому на зміну запросили Брюса Дікінсона.
Вже на першій репетиції Дікінсон усвідомив, що рівень підготовки в Iron Maiden був вищим, ніж у його попереднього гурту. Колектив був повністю оснащений необхідним обладнанням, мав професійний техперсонал, контракт з компанією звукозапису, хорошого менеджера, а головне — амбіції та бажання працювати.

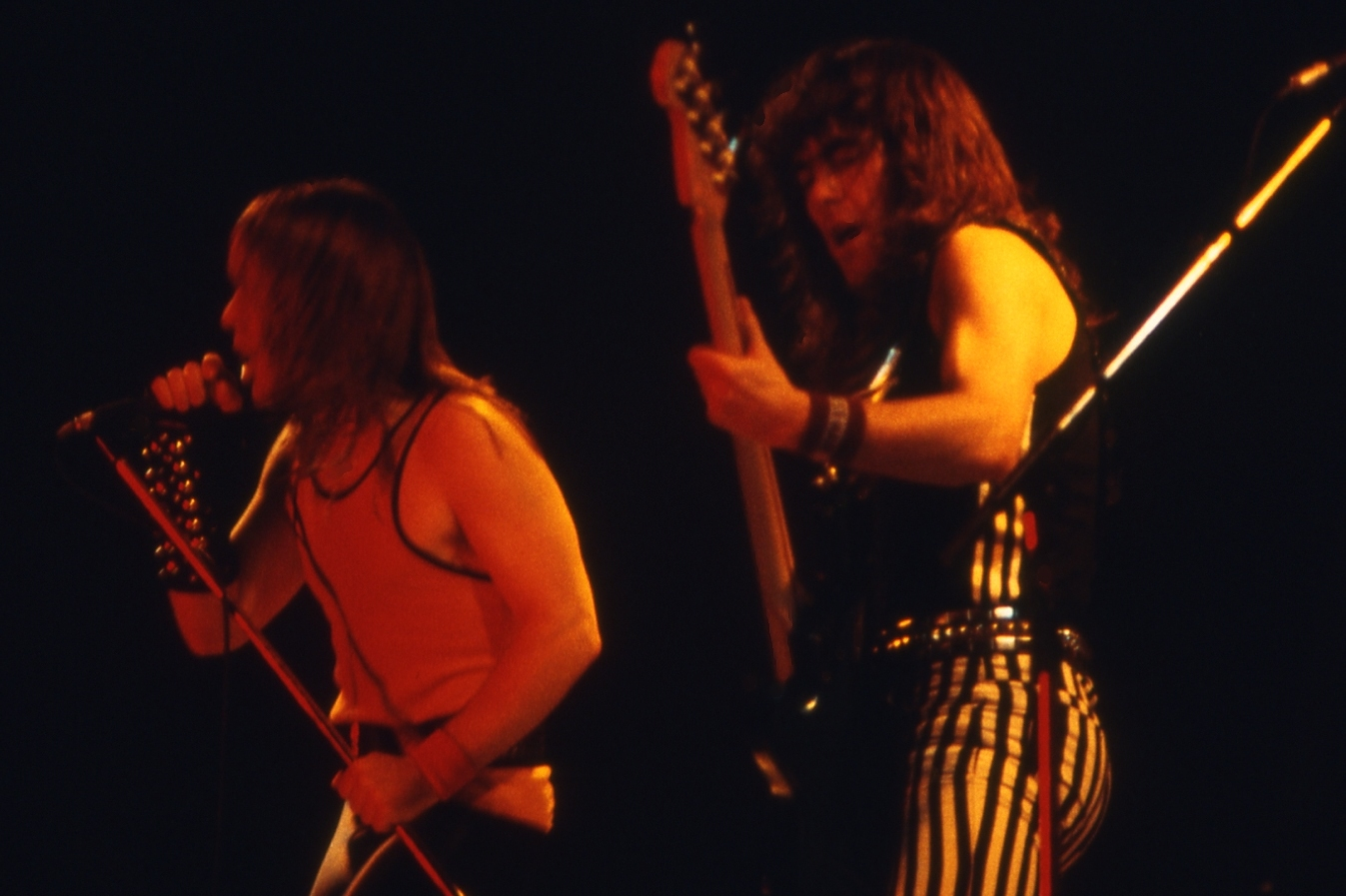
Брюс Дікінсон у складі Iron Maiden (тур The Beast On The Road, Сан-Себастьян, Іспанія, 1982 рік)

Після прийняття запрошення приєднатися до Iron Maiden Дікінсон провів тиждень, репетируючи з гуртом, записавши кілька демо і поступово переконавшись, що це саме та команда, яка йому потрібна. Дікінсон також виявив, що порядки в колективі були досить суворими: тоді як Samson безцільно дуріли, Maiden працювали з досить чітким уявленням про необхідний результат за чітко визначеним планом, розбитим на календарні дні.
Після кількох виступів в Італії, які дозволили Дікінсону влитися в колектив, гурт приступив до запису третього альбому. Альбом The Number of the Beast записано впродовж 5 тижнів. Через проблеми, пов'язані з контрактом з попереднім лейблом, Дікінсон спочатку взагалі не згадувався як автор музики і тексту, хоча, за його власними словами, зробив «моральний внесок» в написання пісень «The Prisoner», «Children of the Damned» і «Run to the Hills». Альбом досягнув значного успіху, піднявшись на вершину британських чартів, а також заробивши платиновий статус як у Великій Британії, так і в США.
З новим альбомом Iron Maiden вирушили в світовий тур під назвою The Beast on the Road. У США музикантів зустрічали з одного боку захоплені шанувальники, з іншого — релігійні фанатики, які публічно знищували альбом The Number of the Beast, звинувачуючи британських музикантів в аморальності і поклонінні Сатані.
Перед записом наступного альбому менеджери Iron Maiden залагодили юридичні проблеми з правами Дікінсона, завдяки чому на альбомі Piece of Mind (1983) вокаліст вже значився як автор музики і текстів. Його першим «офіційним» внеском у творчість групи стала композиція «Revelations» — шестихвилинні роздуми на релігійну тематику, що включає відсилання до творчості англійського християнського мислителя Гілберта Кіта Честертона, індуїзму і єгипетської міфології, а також до робіт відомого окультиста Алістера Кроулі, захоплення яким Дікінсон пронесе через усе своє життя. Крім «Revelations» Брюс взяв участь у створенні пісень «Flight of Icarus», «Die With Your Boots On» і «Sun and Steel».
Свій внесок у творчість гурту вокаліст продовжив під час роботи над наступним альбомом Powerslave, в заголовній композиції до якого він знову звернувся до єгипетської тематики. На підтримку альбому був організований гастрольний тур World Slavery Tour, який став одним з наймасштабніших турне в історії колективу та рок-музики загалом. В рамках нового туру Дікінсон намагався привнести у свої виступи більше театральних елементів: під час виконання пісні «Powerslave» він одягав пір'яну маску, а при виконанні композиції «Revelations» музикант з'являвся на сцені з гітарою, на якій грав акустичний перебір.
Попри надзвичайно напружений графік гастролей, музикант вільний час присвячував улюбленому виду спорту — фехтуванню. Як визнавав сам Брюс, його поява в аеропорту з набором для фехтування викликала в працівників митниці глухий подив:
|                 | Ви не можете собі уявити проблем, з якими я зіткнувся під час спілкування з митниками. Я вивчив слово «фехтування» десятьма різними мовами! І кожного разу мене зустрічали одним і тим самим питанням: «О, я бачу, Ви професійний фехтувальник». І моя відповідь завжди була однією й тією самою: «Ні, я співак». Вони дивились на мене трохи здивовано. |
| — Брюс Дікінсон | |

Після завершення World Slavery Tour (у травні 1985 року) Дікінсон повернувся в Англію, де нарешті міг насолодитися довгоочікуваним відпочинком. До цього часу він вже одружився — його супутницею життя стала дівчина Джейн (англ. Jane), стосунки з якою музикант підтримував ще від часів перебування в Samson. Час, вільний від гастролей і запису нового матеріалу, Брюс вирішив присвятити спорту, цього разу приділивши йому головну увагу. Через багато років в інтерв'ю журналу Sports Illustrated він зізнавався: «Я не хотів би дожити до сорока років, а потім сказати, що все, що я робив у своєму житті, — це визирав у вікно гастрольного автобуса і напивався до смерті». І якщо до цього часу заняття фехтуванням мали спорадичний характер, то влітку 1985 року співак тренувався 5 разів на тиждень, запросивши наставником тренера британської олімпійської збірної з фехтування З. Войцеховського (англ. Ziemak Wojciechowski). Втім, Брюс так і міг би залишитися старанним, але посереднім фехтувальником, якби вчасно не звернув увагу на те, що використовує неправильну руку. Якось під час гастролей музиканти дуріли зі зброєю та стрільбою по мішенях, і хтось звернув увагу, що Дікінсон цілиться лівим оком. Цей факт зацікавив музиканта, він переглянув літературу з питань координації «око-рука» (англ. eye–hand coordination), функції лівої і правої півкулі головного мозку і прийшов до висновку, що раціональніше буде перекваліфікуватися в фехтувальника-лівшу. «В принципі, мені довелося вчитися фехтувати заново,— згадував він. — Це виглядало дивно на перший погляд. Все було набагато більш природним, хоча я думав, що я роблю щось неправильно. Моя координація і синхронізація також значно покращилися, хоча я як і раніше мав проблеми з ногами, які були привчені до правосторонньої стійки».
Йому належало ще вирішити проблеми, пов'язані зі стійкою, але до кінця 1986 року він взяв участь у змаганнях і досягнув фінальної серії з 16-ти турнірів як в Англії, так і в Голландії.
Водночас напередодні запису нового альбому Somewhere in Time Дікінсон знайшов час для створення нових композицій, у яких основний акцент зробив на акустичне виконання, що, на думку музиканта, повинно було освіжити звучання Iron Maiden. Однак ні басист Стів Гарріс (засновник і головний ідейний лідер Iron Maiden), ні продюсер Мартін Бірч не оцінили пропозиції вокаліста і порахували, що запропонований матеріал не вписується в стилістику колективу. «Всі написані мною пісні звучали як іспанський фолк, — зізнався пізніше Брюс в інтерв'ю журналу Hard Rock. — Я пам'ятаю, як виконував свої серенади Стіву. Всі реготали. Так що, там [в альбомі Somewhere in Time] тільки одна моя пісня».
Коли тур Somewhere on Tour завершився, Дікінсон переїхав у Бонн, де міг бути ближче до Західнонімецького центру фехтування (англ. West German national centre for fencing) — міжнародного центру, де збирались елітні спортсмени і тренери з фехтування. Наприкінці 80-х Дікінсон досягнув піку своєї спортивної кар'єри: він піднявся на 7-й рядок у списку найкращих фехтувальників Великої Британії, а його клуб (Hemel Hempstead Fencing Club) представляв Велику Британію на Європейському кубку 1989 року.
Iron Maiden приступили до роботи над новим, цього разу концептуальним альбомом. Це знову-таки була незвідана територія для гурту. Харріс записав пісню «The Clairvoyant», Дікінсону ідея сподобалася, і незабаром гурт приступив до запису цілісного альбому, заснованого на історії персонажа, наділеного даром передбачення. Цього разу Брюс у співавторстві з іншими учасниками гурту написав половину текстів пісень, використовуючи частину напрацювань, створених для попередньої платівки.
Після закінчення туру на підтримку альбому Seventh Son of a Seventh Son 1988 року, який увінчався участю гурту як хедлайнерів на фестивалі Monsters of Rock в Донінгтоні перед стотисячним натовпом, музиканти взяли річну перерву. Дікінсон використовував вільний час для реалізації своїх творчих можливостей поза рамками Iron Maiden: він використав надану можливість записати саундтрек до трилера «Кошмар на вулиці В'язів 5: Дитя сну», запросивши для участі в записі свого старого друга Яніка Ґерса.
Приблизно тоді ж Дікінсон з'явився в епізоді телесеріалу Paradise Club, де зіграв роль рок-гітариста, який намагався вирватися з-під диктату компанії звукозапису. Деякі треки для серії, записані Дікінсоном, були переважно кавер-версіями — за винятком «Ballad of Mutt», на якій Брюс грає соло на акустичній гітарі.

#### Завершення роботи в Iron Maiden. Початок сольної кар'єри.
Після запису пісні «Bring Your Daughter to the Slaughter» керівники Zomba Records, яких надихнула успішна співпраця з рок-вокалістом, звернулися до нього з пропозицією випуску цілого альбому з подібним матеріалом. Дікінсон негайно звернувся до Яніка Ґерса:
|  | Я зателефонував Яніку і сказав: «Янік, ми повинні записати ще один альбом цього лайна, швидко». А він сказав: «І що ми будемо робити?». [Я сказав:] «Ну, а ми напишемо їм пісні — фриківську, стоунзівську, щось під AC/DC, і просто посміємося, тому що ці хлопці мають купу грошей і вони все одно нам заплатять, тож давай на цьому закінчимо розмови і попрацюємо у своє задоволення. Оригінальний текст (англ.) I called Janick and went, «Janick, we have to write another album of this shit, quick» and he said, «What shall we do?». [And I said,] "Oh well, we will write a freack sort of tune and Rolling Stones kind of a tune and an AC/DC kind of a tune and we will just have a laugh because these guys have loads of money and they will pay for us to make a record so just shut up and have a laugh. |

В результаті їхньої роботи світ побачив альбом Tattooed Millionaire, який було записано в короткі строки — два місяці. Пізніше Дікінсон стверджував, що якщо і шукав продух від роботи в Iron Maiden, то його перший сольний альбом все-таки був винятком: «За винятком „Born in '58“, у тому альбомі не було нічого особливо глибокого». Перша сольна платівка, за словами самого музиканта, вийшла дуже вдалою і розійшлася півмільйонним накладом, що багато в чому було обумовлено світовою популярністю Iron Maiden. З іншого боку, успіх Дікінсона в США сприяв успіхові його основного гурту за океаном, і незабаром Iron Maiden підписали контракт з великою американською компанією Sony.
Після короткочасної відпустки Дікінсон повернувся в гурт (разом з ним у колектив прийшов гітарист Янік Ґерс, який змінив звільненого Адріана Сміта), але почуття творчої незадоволеності у музиканта залишилося. Через багато років він згадував:
|  | Коли я повернувся в Maiden, ми записали кілька альбомів, і я відчув, що поза гуртом було щось таке, чого мені не вистачає. Я не знав, чого саме, але легше від цього не ставало. |

Дікінсона не влаштовувала якість матеріалу, який він створював в рамках Iron Maiden, а також той факт, що Стів Гарріс став продюсувати альбоми колективу, таким чином цілком контролюючи процес запису і якість вихідного матеріалу. Скориставшись перервою в гастрольному графіку гурту (Iron Maiden готувалися до турне Real Live Tour, який на той момент стане для них останнім туром з Дікінсоном), Брюс вирушив до Лос-Анджелеса до продюсера Кейта Олсена з наміром показати йому наявні напрацювання. Тоді музикант у своїй сольній творчості орієнтувався на американський формат: Iron Maiden через свою невідповідність радіоформату не могли завоювати цей сегмент ринку, тож музикант прагнув заповнити цю нішу сольною творчістю. Як згадував продюсер Кейт Олсен, Дікінсон «хотів повернутися на 180 градусів від того, що він робив у Maiden», тому музиканти експериментували з програмуванням, електронними аранжуваннями і намагалися цілком уникнути присутності металевого звучання запису.
Однак, перш ніж запис альбому підійшов до кінця, музикант повернувся до Iron Maiden, щоб відіграти з ними заплановані концерти. Його останній (на той момент) виступ у складі гурту відбувся 28 серпня 1993 року. У фіналі виступу, який супроводжувався участю ілюзіоніста Саймона Дрейка, Дікінсона помістили в середньовічне знаряддя тортур («залізну діву»), за допомогою якої його й «стратили» асистенти ілюзіоніста. Смерть на сцені повинна була символізувати кінець епохи Дікінсона в Iron Maiden.

#### Сольна кар'єра
Після завершення турне музикант знову прибув до Лос-Анджелеса, де планував продовжити роботу з Кейтом Олсеном, результати співпраці з яким, втім, не приносили йому великого задоволення. Поворотною для кар'єри Дікінсона стала зустріч з американським музикантом Роєм Раміресом, більш відомим як Roy Z. Музика, яку писав Рой для свого гурту Tribe of Gypsies, настільки вразила вокаліста, що він відмовився від співпраці з Олсеном і запросив Раміреса стати продюсером його нової роботи:
Після появи альбому Balls to Picasso (1994) Рой Зі та Tribe of Gypsies продовжили спільну діяльність, а Дікінсон, натхненний досвідом успішної роботи, продовжив пошук нових партнерів.
1994 року музикант познайомився з молодим гітаристом Алексом Діксоном і запропонував йому співпрацю, головним чином з метою організувати концертну команду для гастрольного туру на підтримку Balls to Picasso. До складу колективу ввійшли бас-гітарист Кріс Дейл (англ. Chris Dale) і барабанщик Алессандро Елена (англ. Alessandro Elena). З новою командою Дікінсон виступав на невеликих європейських і американських майданчиках, намагаючись всіма силами уникнути ярлика «колишнього вокаліста Iron Maiden». Британська частина турне включала виступ у клубі Marquee Club, який було записано та видано як бонус-диск до альбому Alive in Studio A. Ідея цієї подвійної платівки полягала в тому, щоб представити публіці новий гурт Дікінсона, який на той момент ще не мав назви, але пізніше здобув популярність як Skunkworks. Пізніше Брюс зізнавався, що абсолютно не розраховував на комерційний успіх цього запису, проте обсяги продажів перевершили його очікування. Наприкінці того ж 1994 року Дікінсон і його команда прийняли пропозицію виступити в обложеному Сараєво для моральної підтримки союзницьких військ. На той момент від цієї пропозиції відмовилися такі відомі рок-гурти, як Motörhead і Metallica. Як згадував басист Кріс Дейл, ця подорож, спілкування з місцевими жителями та краєвиди зруйнованого міста справили на музикантів незабутнє враження. За весь час облоги Сараєва більше ніхто із західних музикантів так і не наважився на концерт в епіцентрі військових дій.
Упродовж 1994 — першої половини 1995 року Брюс і його команда виконували пісні з альбомів Tattooed Millionaire і Balls to Picasso, які були записані абсолютно іншим складом. Виходячи з цього Дікінсон визнав за необхідне записати поточним складом новий матеріал. На посаду продюсера для нової роботи він запросив Джека Ендіно (англ. Jack Endino), відомого своєю роботою з гранджовими колективами, такими як Mudhoney, Soundgarden і Nirvana. Як згадував Ендіно, Брюс наполягав на тому, що в його гурті всі музиканти мають рівні права, хоча інші учасники Skunkworks розуміли, що вони працюють з шановним рок-вокалістом, який вдвічі старший, та що останнє слово залишається за ним. Альбом, що дістав назву Skunkworks, але виданий за наполяганням менеджерів під ім'ям Bruce Dickinson, мав гранджовий відтінок, що не лише стало неприємним сюрпризом для слухачів (Брюса не прийняли як шанувальники гранджу, так і металісти), але й змусило замислитися самого музиканта. Крім того, серйозні розбіжності намічалися в складі самого гурту, оскільки музичні уподобання Дікінсона та інших учасників сильно відрізнялися, і, як згадував Ендіно, їхня робота нагадувала створення чогось подібного до Франкенштейна з різних неоднорідних шматків. Після виходу альбому гурт вирушив у новий гастрольний тур. Як згадував Брюс, його злість досягла межі, коли Skunkworks стали ставити в турне з абсолютно невідповідними гуртами: «Ми їздили з Helloween, чорт візьми! Жахливо недоречне поєднання!» Коли ж підійшла черга запису другого студійного альбому, Дікінсон прийшов до висновку, що Skunkworks вичерпали себе і єдино правильним рішенням було б розпустити гурт.
Плануючи записати свій останній альбом, Брюс знову залучив до співпраці Роя Зі і, відмовившись від будь-яких експериментів, приступив до роботи над новим хеві-металічним альбомом Accident of Birth. У записі альбому й наступному турі взяв участь колишній гітарист Iron Maiden Адріан Сміт. Accident of Birth мав великий успіх, і Дікінсон продовжив роботу в цьому напрямку під час запису наступного альбому The Chemical Wedding, заснованому на творах Вільяма Блейка. До часу виходу концертного альбому Scream for Me Brazil стосунки Брюса з Iron Maiden нормалізувалися, і вокаліст повернувся в рідну команду.

#### Повернення в Iron Maiden. Продовження сольної кар'єри

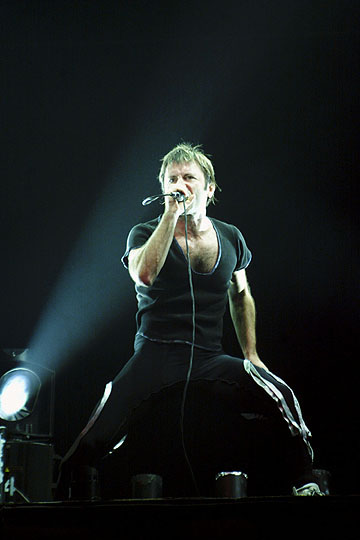
Дікінсон у складі Iron Maiden, 1999 рік

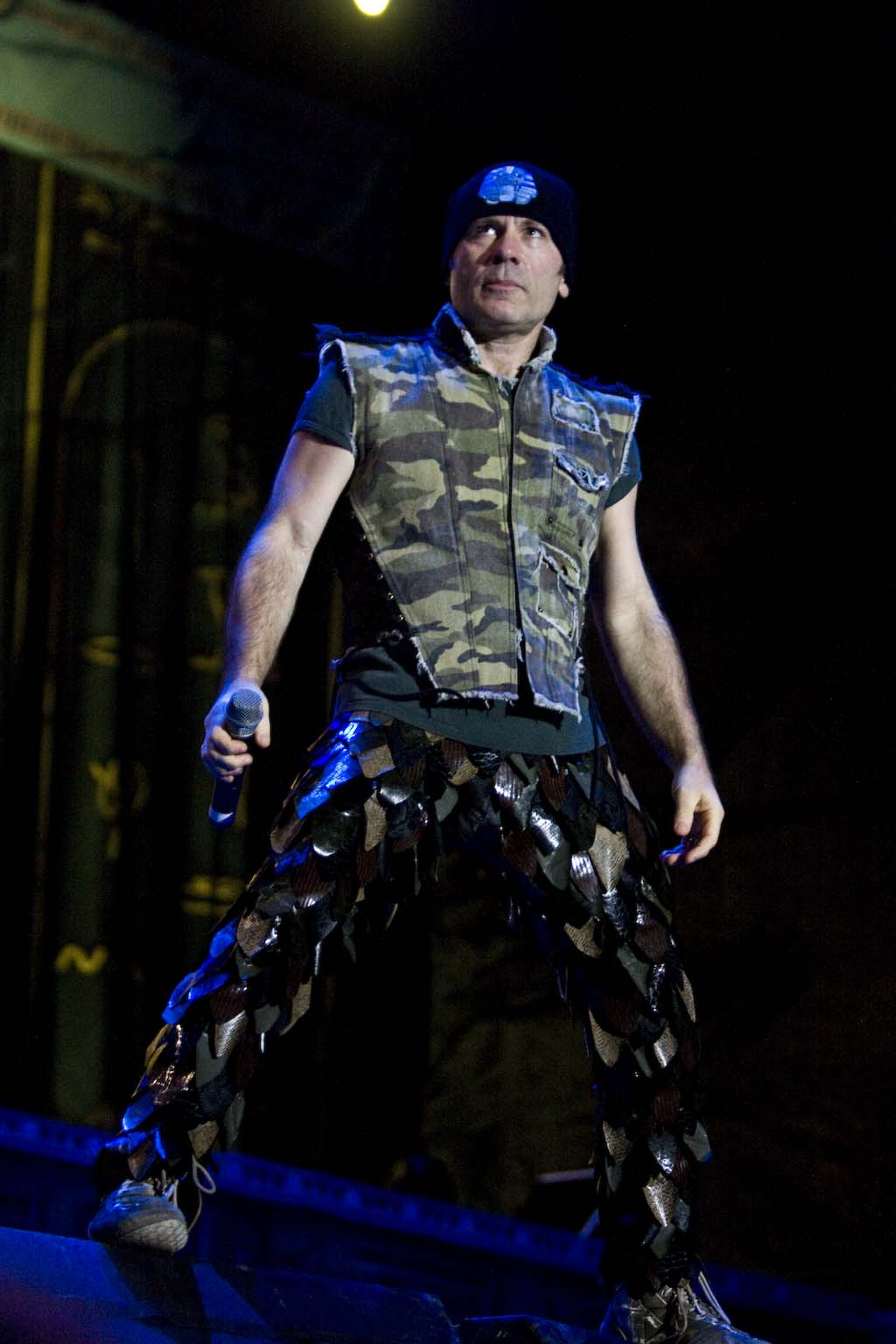
Дікінсон у складі Iron Maiden, 2008 рік

Разом з Адріаном Смітом Дікінсон возз'єднався з Iron Maiden у 1999 році. Тепер як гурт з шістьма учасниками колектив зробив невелике турне, сет-список якого складено за заявками фанатів. Після запису нового, дванадцятого за рахунком студійного альбому Brave New World, першого з часу відходу Брюса в 1993 році, гурт вирушив у The Brave New World tour, апогеєм якого став виступ перед 250-тисячною аудиторією в Ріо-де-Жанейро, який було записано для першого DVD Iron Maiden Rock in Rio.
У наступні роки Дікінсон залишався учасником колективу: він взяв участь у записі останніх альбомів гурту Dance of Death, A Matter of Life and Death і The Final Frontier, виступаючи при записі матеріалу також як співавтор музики та пісень. З ім'ям Дікінсона пов'язаний і інцидент на Оззфесті в Сан-Бернандіно, де Дікінсон проявив себе як фронтмен.
Водночас Брюс продовжив займатися сольною кар'єрою, залучивши до неї свого друга Роя Зі. Ще на самому початку возз'єднання з Iron Maiden вони випустили концертний альбом Scream for Me Brazil. 2001 року світ побачила компіляція найкращих творів сольної кар'єри Дікінсона на двох дисках The Best of Bruce Dickinson. Влітку 2005 року в продаж надійшов альбом Tyranny of Souls, шоста сольна робота музиканта. Матеріал до цієї платівки Дікінсон складав під час гастролей з Iron Maiden. Орієнтуючись на кілька рифів, які запропонував Рой Зі, вокаліст писав тексти пісень в кімнатах готелів у вільний від виступів час. Музику і вокал записано в будинку Роя Зі, в кімнаті, де стояло лише одне ліжко. Як пояснював Брюс в інтерв'ю журналу Classic Rock, він розтягнув був м'язи, стрибнувши зі сцени, і відчував сильний біль, тому був змушений лягати через кожні кілька хвилин. Тоді як на створення The Chemical Wedding Брюса надихнули алхімія і окультизм, пісні з нового альбому об'єднувала тема авіації та наукової фантастики.
Як підсумок сольної кар'єри влітку 2006 року музикант випустив збірку своєї відеографії Anthology, яка відбиває всі етапи його творчості поза Iron Maiden: Samson, сольний тур 1991 року, Skunkworks, завершальний етап сольної кар'єри (Scream for Me Brazil), а також містить всі кліпи.
2011 року університет Queen Mary присвоїв Брюсу Дікінсону почесний ступінь доктора наук з музики.
У 2012 році вийшло перевидання «Концерту для групи з оркестром» Джона Лорда (Concerto for Group and Orchestra), вперше виданого у 1969 році з Ієном Гілланом як вокалістом. У новому, переробленому варіанті концерту, вокальну партію виконав Брюс Дікінсон.

#### Trinity
У грудні 2001 року під час лондонського виступу гурту Halford вокаліст Роб Галфорд, Брюс Дікінсон і Джефф Тейт (вокаліст Queensrÿche) вийшли на сцену для спільного виконання пісні «The One You Love To Hate» (з диска Роба Resurrection 2000 року). Цей альянс породив масу чуток про прийдешній спільний альбом трьох вокалістів під назвою Three Tremors (за аналогією з відомим класичним тріо Домінго-Паваротті-Каррерас), приблизною датою релізу називалося літо 2001 року. Продюсером альбому мав стати Рой Зі. Проте цю ідею так і не вдалося реалізувати, оскільки музиканти прийшли до висновку, що вкрай складно написати композиції, в яких рівноцінно були б представлені три різні голоси, подібна робота забрала б багато часу, а на той момент всі три вокалісти були зайняті роботою у своїх основних гуртах. Нині лише результати спільної фотосесії є свідченням колишніх серйозних намірів.

### Хвороба
19 лютого 2015 року на офіційному сайті гурту опубліковано таке повідомлення:
|  | Перед Різдвом наш вокаліст Брюс Дікінсон відвідував лікарів для щорічного профілактичного обстеження. Під час цих процедур у нього виявили невелику ракову пухлину біля основи язика. Вчора завершився приписаний йому семитижневий курс радіо- і хіміотерапії. Оскільки пухлину помітили на найбільш ранній стадії її розвитку, то лікарі дають досить оптимістичні прогнози щодо повного видужання Брюса до травня. Потім йому потрібно буде кілька місяців, щоб знову повернутися у звичну фізичну форму. Поки ж ми дуже просимо всіх прихильників проявити повагу і терпіння щодо особистого життя Брюса і членів його родини. Наприкінці травня ми обов'язково опублікуємо всі новини про стан його здоров'я. Оригінальний текст (англ.) Just before Christmas, Maiden vocalist Bruce Dickinson visited his doctor for a routine check-up. This led to tests and biopsies which revealed a small cancerous tumour at the back of his tongue. A seven week course of chemotherapy and radiology treatment was completed yesterday. As the tumour was caught in the early stages, the prognosis thankfully is extremely good. Bruce’s medical team fully expect him to make a complete recovery with the all clear envisaged by late May. It will then take a further few months for Bruce to get back to full fitness. In the meantime we would ask for your patience, understanding and respect for Bruce and his family’s privacy until we update everyone by the end of May. Bruce is doing very well considering the circumstances and the whole team are very positive. |

24 березня 2015 року на офіційному сайті гурту опубліковано нове повідомлення стосовно здоров'я Брюса:
|  | За останні кілька днів Брюс проходив огляд у спеціалістів, його дослідили, зокрема візуально, і ми раді повідомити, що ситуація налаштовується на повне одужання. Ми все ще не маємо остаточного підтвердження, що рак знищено до того, як Брюс Брюс зможе пройти МРТ-сканування в травні, про що раніше повідомляв Род, і період відновлення займе ще кілька місяців. Брюс негайно зреагував на такі позитивні новини від спеціалістів — він кілька разів відвідував офіс Maiden, один раз побував у Hybrid Air Vehicle, щоб побачити прогрес у роботі, а також забіг у свій місцевий паб, украй здивувавши і неймовірно обрадувавши всіх своїх друзів, які там зібралися! Ми просто хочемо поділитися цими добрими новинами зі всіма учасниками гурту і як і раніше продовжимо тримати вас у курсі всіх офіційних повідомлень про прогрес щодо стану здоров'я Брюса саме тут, на офіційному сайті Iron Maiden. Оригінальний текст (англ.) Over the last few days, Bruce has been to see his specialists and following examinations, including visual, we’re delighted to update everyone that the situation remains extremely optimistic for a full recovery. We will still not have final confirmation that the cancer has been completely eradicated until Bruce can have an MRI scan in May, as previously advised in Rod’s recent message to the fans on this site, and the period to full recovery will continue for a few months yet. Typically Bruce’s immediate reaction to the specialists’ good news was to be as active as feasibly possible, taking in a couple of visits to the Maiden office, one to the Hybrid Air Vehicle hangar to see latest progress, and a brief trip to his local pub, much to the surprise and delight of all his friends there! We just wanted to share this latest piece of good news with all Maiden’s fans and, as usual, we’ll continue to keep you all updated officially on Bruce’s progress, here on the Iron Maiden website. |

15 травня 2015 року Iron Maiden повідомили про те, що Брюс абсолютно здоровий. Звернення Брюса:
|  | Я б хотів подякувати фантастичну команду медиків, яка лікувала мене в останні місяці, результатом чого стали такі добрі новини. Це сильно відбилося на моїй родині, і багато в чому для них все виявилося складніше, ніж для мене. Я б також хотів від щирого серця подякувати всім шанувальникам за їх зворушливі і теплі слова. Я справді вірю в позитивний результат і натхнений відгуком від сім'ї MAIDEN, що отримав на свою адресу. Що стосується поточної ситуації, я неймовірно мотивований на звершення і з нетерпінням чекаю повернення в справу! |

...і Роду Смоллвуда: 
|  | «Ми всі, без сумніву, вкрай раді тому, що лікарі позбавили Брюса від раку. Попри те, що Брюс жадає відновлення активності MAIDEN, на все потрібен час. Тож гурт цього року ніде не виступатиме. Ми знаємо, що шанувальники все розуміють і, як і всі ми, віддадуть перевагу дочекатися того моменту, коли Брюс повернеться до свого рівня фізичної готовності і буде готовий до туру. Зараз головне зосередити всю увагу на новому альбомі IRON MAIDEN, і цим ми займемося в найближчі тижні. Вихід альбому, поза сумнівом, планується на цей рік. Ну і крім того, я б хотів підтримати слова Брюса і подякувати всім шанувальників MAIDEN. Ви неймовірно терплячі і відразу ж відреагували позитивним чином на звістки про здоров'я Брюса в цей непростий час, і вся команда неймовірно цінує ваш позитивний відгук». |

## Дискографія

### Аудіо
| Samson - Head On (1980) - Shock Tactics (1981) | Iron Maiden - The Number of the Beast (1982) - Piece of Mind (1983) - Powerslave (1984) - Somewhere in Time (1986) - Seventh Son of a Seventh Son (1988) - No Prayer for the Dying (1990) - Fear of the Dark (1992) - Brave New World (2000) - Dance of Death (2003) - A Matter of Life and Death (2006) - The Final Frontier (2010) - The Book of Souls (2015) - Senjutsu (2021) | Брюс Дікінсон - Tattooed Millionaire (1990) - Balls to Picasso (1994) - Skunkworks (1996) - Accident of Birth (1997) - The Chemical Wedding (1998) - Tyranny of Souls (2005) - The Mandrake Project (2024) |  |

### Відео
| DVD/VHS Iron Maiden - Video Pieces (1983) - Behind the Iron Curtain (1985) - Live After Death (1985) - 12 Wasted Years (1987) - Maiden England (1989) - The First Ten Years: The Videos (1990) - From There to Eternity (1992) - Donington Live 1992 (1993) - Raising Hell (1994) - Classic Albums: The Number of the Beast (2001) - Rock in Rio (2002) - Visions of the Beast (2003) - The Early Days (2004) - Death on the Road (2005) | DVD/VHS Брюса Дікінсона - Dive! Dive! Live! (1991) - Skunkworks Live Video (1997) - Anthology (2006) |  |

## Манера співу
Упродовж усієї музичної кар'єри манера співу Брюса Дікінсона не залишалася одноманітною. На альбомі Shock Tactics гурту Samson він відмовився від крику, який часто заміняв чистий спів у ранніх роботах. Під час роботи в Iron Maiden він поступово піднімав свій професійний рівень, але найбільш зрілою роботою з точки зору вокального виконання, на думку Джо Шумана, для нього стала сольна робота Accident of Birth, де музикант до свого «неймовірного вокального діапазону додав класичну техніку та зрілість».
Про вокальний діапазон Дікінсона не існує авторитетних свідчень. Наявні дослідження, проведені шанувальниками творчості музикантів, припускають, що його вокальний діапазон становить 3,5 октави в повний голос (C#2-F#5) і 4 октави із застосуванням фальцету (G5-B5).
В одному з інтерв'ю, відповідаючи на питання про музикантів, що вплинули на його манеру виконання, Дікінсон зазначив: «Хлопець на ім'я Артур Браун, який і заспівав "Fire" наприкінці 1960-х, справив на мене великий вплив. Пітер Хемілл з гурту Van der Graaf Generator. Ще Ієн Андерсон з Jethro Tull, особливо в тому, що стосується текстів. Вплив був на різні сторони творчості. Що ж стосується Ґіллана, то на самому початку — так, його вплив був дуже сильним, але все змінилося в Maiden; <тут мій вокал > набув більше рис оперного, ніж ґілланівський». В епоху Skunkworks Дікінсон стверджував, що на його манеру співу в новому гурті найбільше вплинули Кріс Корнелл та ранній Пол Роджерс.

## Аналіз творчості
Музична критика високо оцінювала Брюса Дікінсона як вокаліста, автора і шоумена; його вважають одним із найсильніших метал-вокалістів всіх часів і безумовно «найвідомішим співаком серед тих, що вийшли з руху NWOBHM 1980-х років». Як зазначав рок-критик Грег Прато, багато в чому саме Дікінсон своїм «потужним вокалом, близьким до оперного», забезпечив успіх The Number of the Beast — альбому Iron Maiden, визнаного «безумовною метал-класикою». Суттєво важливу роль у становленні групи відіграли й тексти її фронтмена, тематично й стилістично суголосні творам наукової фантастики і літератури жанру фентезі.
Оцінюючи сольну кар'єру Дікінсона, рецензенти незмінно зіставляли його релізи з планкою, заданою Iron Maiden. Як зазначав рок-критик Алекс Хендерсон, дебютний сольний альбом вокаліста Tattooed Millionaire багато в чому став сюрпризом саме тому, що «не був зроблений під мейденівську копірку». Зазначивши, що Дікінсон, пом'якшивши звучання в бік поп-металу і традиційного хард-року, свідомо відкрив абсолютно нову сторону свого обдарування, критик визнав «прекрасним» альбом, який Maiden-фанів, здебільшого, розчарував.
Другий альбом Balls to Picasso заробив суперечливі відгуки; деякі оглядачі (зокрема, Френк Джон) відзначили, що «втеча» від забійного драйву Maiden стала для вокаліста чи не самоціллю: продемонструвавши повне звільнення в самовираженні, він не зумів сказати якогось якісно нового слова<. Були й протилежні думки: частина фанів, які підтримували Дікінсона, але невисоко оцінювали гурт, визнали реліз взагалі найкращим у його сольній кар'єрі, серед недоліків відзначають хіба що політичне забарвлення і загальну прямолінійність деяких текстів.
Куди тепліша зустріч чекала на Skunkworks; фахівці відзначили, втім, що в цьому альбомі співак, переважно, повернувся як до мейденівських стандартів звучання, так і до «перевіреної» науково-фантастичної тематики. Вінсент Джеффріс, визнаючи, що Skunkworks суголосні з класичними релізами гурту, відзначив у музиці пластинки мотиви таких різних колективів, як Rush, Deep Purple («Headswitch») і Soundgarden («I Will Not Accept the Truth»).
Критик С. Т. Ерлвайн визнав, що Accident of Birth майже зовсім збігся з межами творчого простору Iron Maiden (зазначивши, що навряд чи іншого можна було й очікувати, враховуючи відновлення тут співпраці Дікінсона з Адріаном Смітом). Загалом розцінивши пісенний матеріал альбому як «нерівний», безперечною удачею критик вважав композицію «Man of Sorrows». Цей самий рецензент, оцінюючи концертний альбом Alive in Studio A, відзначав, крім потужності і компактності звучання, також той факт, що Дікінсон і в середині 1990-х років залишився тим самим відчайдушним рокером, яким був на початку 1980-х.
Поступово, до кінця 1990-х років, порівнюючи релізи Iron Maiden і їх вокаліста, який експериментував на стороні, преса стала схилятися у своєму виборі до пісенного матеріалу останнього. Так, Едуардо Рівадавіа назвав The Chemical Wedding «довгоочікуваним притулком» для Maiden-фанів, виснажених «посередністю занадто вже тривалої ери Блейза Бейлі» (англ. A welcome sanctuary... for disgruntled Iron Maiden fans, suffering through the all-too-long mediocrity of the Blaze Bayley era). На думку рецензента, вокаліст гурту (знову у творчій співдружності з Адріаном Смітом) створив роботу, в якій були присутні «ті самі агресія, впевненість у собі, а головне, вірність естетиці модерн-металу, які геть зникли з тогочасних релізів Iron Maiden».
Зазначалося при цьому, що музикант на своєму шляху до «коріння» повною мірою зберіг творчу індивідуальність і широту музичного мислення. Так, Allmusic, розцінивши альбом Tyranny of Souls як багато в чому глибоко мейденівський («Mars Within», «Power of the Sun»), зазначив у ньому присутність елементів (фортепіанні пасажі в «Kill Devil Hill», гітарна акустика «Navigate»), які були б немислимі в творчості його основного гурту. Критики не раз підкреслювали різноманітність сольної творчої спадщини Брюса Дікінсона, що повною мірою відповідає різнобічній особистості музиканта, який має репутацію «ренесансної фігури» сучасної метал-сцени.

## Інші грані

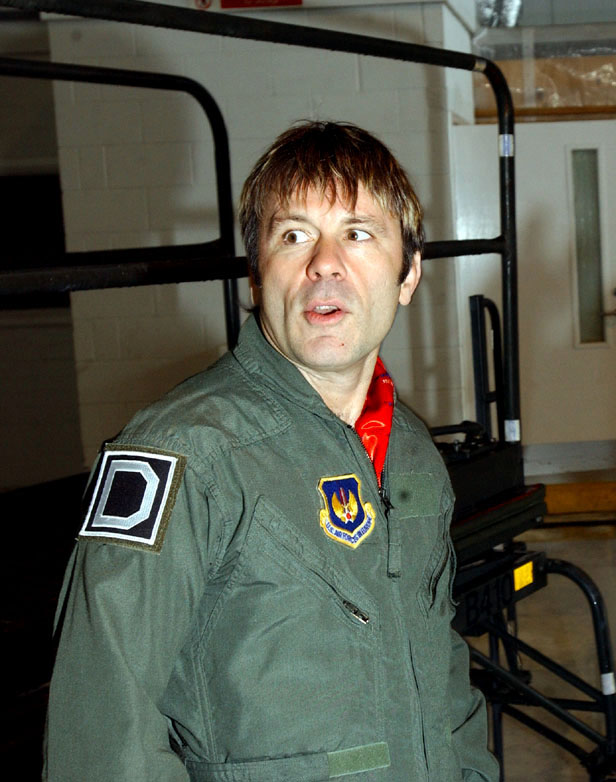
Дікінсон у формі пілота

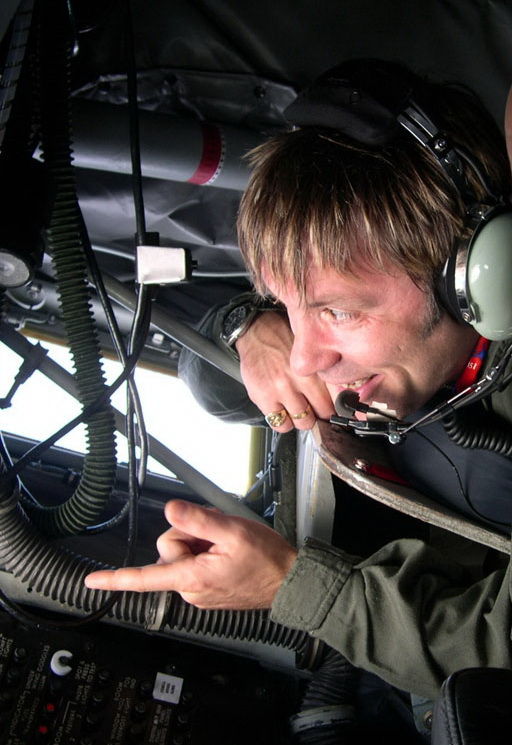
Брюс Дікінсон у кабіні Boeing KC-135 Stratotanker

Захоплення Брюса Дікінсона не обмежуються лише музикою і фехтуванням: упродовж більшої частини своєї творчої кар'єри співак крім напруженої роботи у складі Iron Maiden знаходив час для реалізації інших граней своєї творчої натури.

### Авіація
Так, одним із найбільших захоплень музиканта є авіація. Ліцензію пілота Брюс отримав на початку 90-х років. За його визнанням, він цікавився авіацією ще в шкільні роки, але не обрав цей напрямок для отримання університетської освіти, оскільки погано знав фізику і математику. Коли ж отримав ліцензію пілота барабанщик Iron Maiden Ніко Мак-Брейн, то вокаліст визнав, що він нічим не гірший, і також записався на курси. Ліцензія пілота дозволила Дікінсону здійснювати перельоти з іншими учасниками Iron Maiden під час гастрольних турів (він використовував Cessna 421), в часи Skunkworks він сам здійснював перельоти між містами, тоді як інші учасники гурту і техніки діставалися місця призначення поїздом. Пізніше Дікінсон отримав ліцензію другого пілота (англ. first officer) і здійснював перельоти на Boeing 757 як пілот цивільної авіації (він був співробітником компанії British World Airlines). Після подій 11 вересня в Нью-Йорку і банкрутства British World Airlines він став працювати на Astraeus Airlines. У 2007 році отримав посаду капітана. Своє захоплення польотами Дікінсон також пояснив тим, що після розриву з Iron Maiden він припускав, що його сольна кар'єра не залагодиться і він залишиться безробітним. «Коли Iron Maiden підійдуть до фінальної межі — а це очевидно колись станеться, я буду забезпечений роботою до 65 років», — каже він тепер.
Навесні 2005 року в ефір телеканалу Discovery вийшла 5-серійна передача «Flying Heavy Metal», в якій послідовно розповідається історія авіації від 1945 року. Вів передачу Брюс Дікінсон, який брав інтерв'ю в інженерів, конструкторів і всіх тих, хто був залучений у процес авіабудівництва.
20 липня 2006 року Брюс вивіз повітрям 200 британських підданих на батьківщину з охопленого воєнними сутичками Бейрута (Ліван). На Кіпрі він підібрав евакуйованих і посадив Боїнг 757 в аеропорту Гатвік. За словами його колеги, Брюс зацікавлений у допомозі людям, які потрапили в міжнародні конфлікти, і піклується про те, що з ними відбувається.
У вересні 2010 року Брюс Дікінсон отримав статус директора з маркетингу в компанії Astraeus Airlines. 2012 року він створив велику авіаремонтну компанію Cardiff Aviation Ltd в Ангарі Twin Peaks у районі Сент-Етан (Долина Гламорган, Південний Уельс), на понад тисячу робочих місць. Компанія займається відновленням і лізингом вживаних літаків, а також підготовкою пілотів.
В одному з інтерв'ю на запитання про те, як йому вдається поєднувати професії музиканта і пілота цивільної авіації, Дікінсон відповів: «Коли я працюю льотчиком — я льотчик на повну ставку і своїми справами займаюся у відпустку і щовихідного. Беру відпустку. Записувати новий альбом Iron Maiden — не найгірший варіант проведення відпустки. Ось ти, наприклад, як ти провів свою відпустку? А я, от, записував альбом Iron Maiden».

### Радіо і телебачення
З березня 2002 по травень 2010 року Брюс Дікінсон вів власне радіошоу Bruce Dickinson Rock Show на радіостанції BBC 6 Music. Упродовж восьми років щоп'ятниці в його програмі з'являлися найкращі виконавці в жанрі хард-рок і хеві-метал. У 2010 році BBC прибрали програму з ротації. Bruce Dickinson Rock Show, втім, не був першим досвідом ведення радіопередач для музиканта: раніше він вів кілька передач Masters of Rock на радіостанції BBC Radio 2.
12 років Брюс писав сценарій до фільму «Chemical Wedding», що розповідає про людину, в яку переселилася душа Алістера Кроулі — відомого окультиста і практика чорної магії, якого називали «найбільш лиховісною людиною Британії». Прем'єра фільму «Chemical Wedding» відбулася 4 травня 2008 року на Лондонському фестивалі науково-фантастичних та фентезійних фільмів у кінозалі Apollo West End Cinema. Фільм також був представлений на Каннському кінофестивалі місяцем пізніше. Стрічка здобула найвищу нагороду на Афінському міжнародному фестивалі науково-фантастичних та фентезійних фільмів (17 березня 2009 року), а також спеціальну нагороду на іспанському фестивалі Cryptshow (липень 2009 року).

## Родина й особисте життя

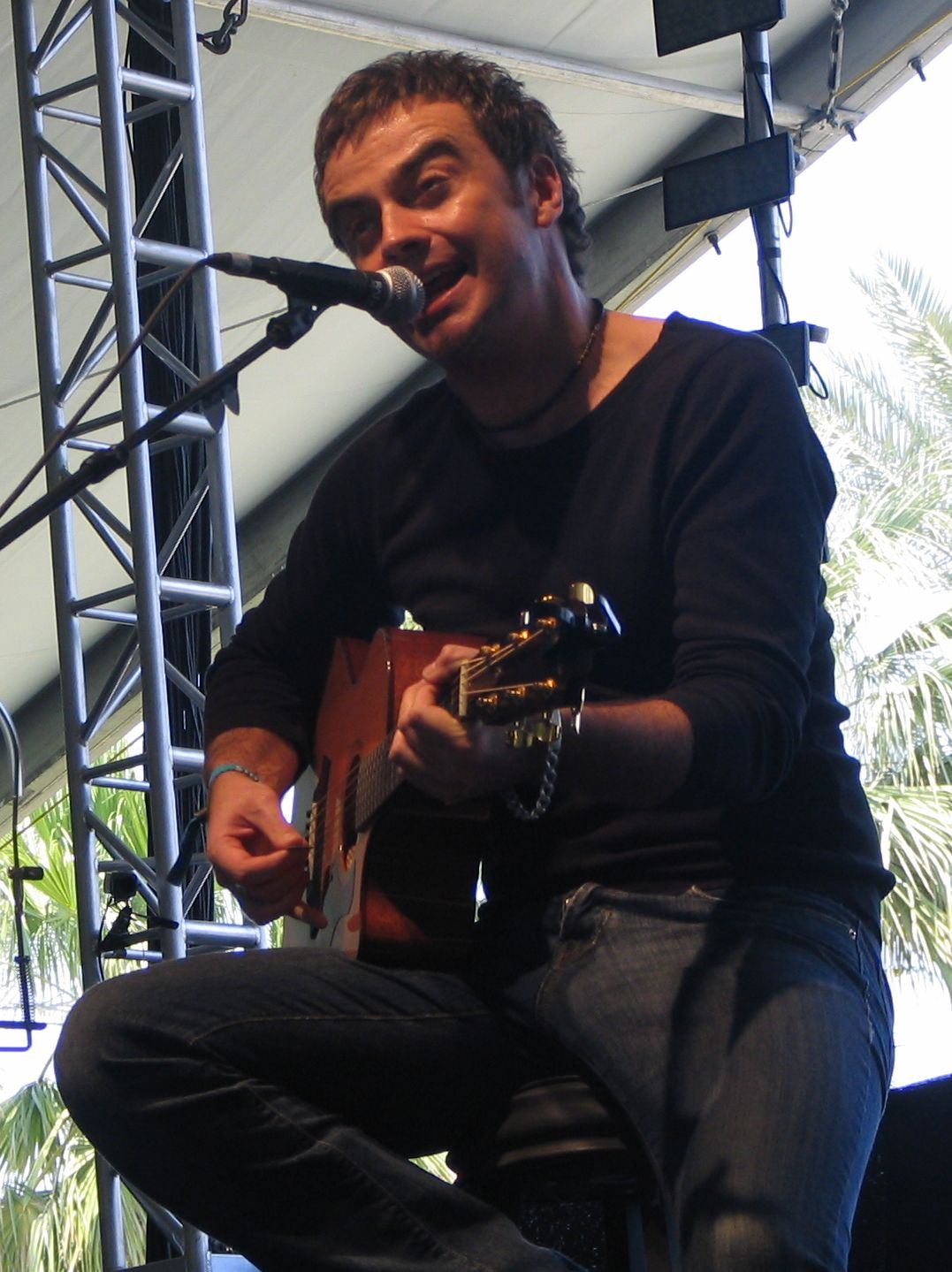
Роб Дікінсон

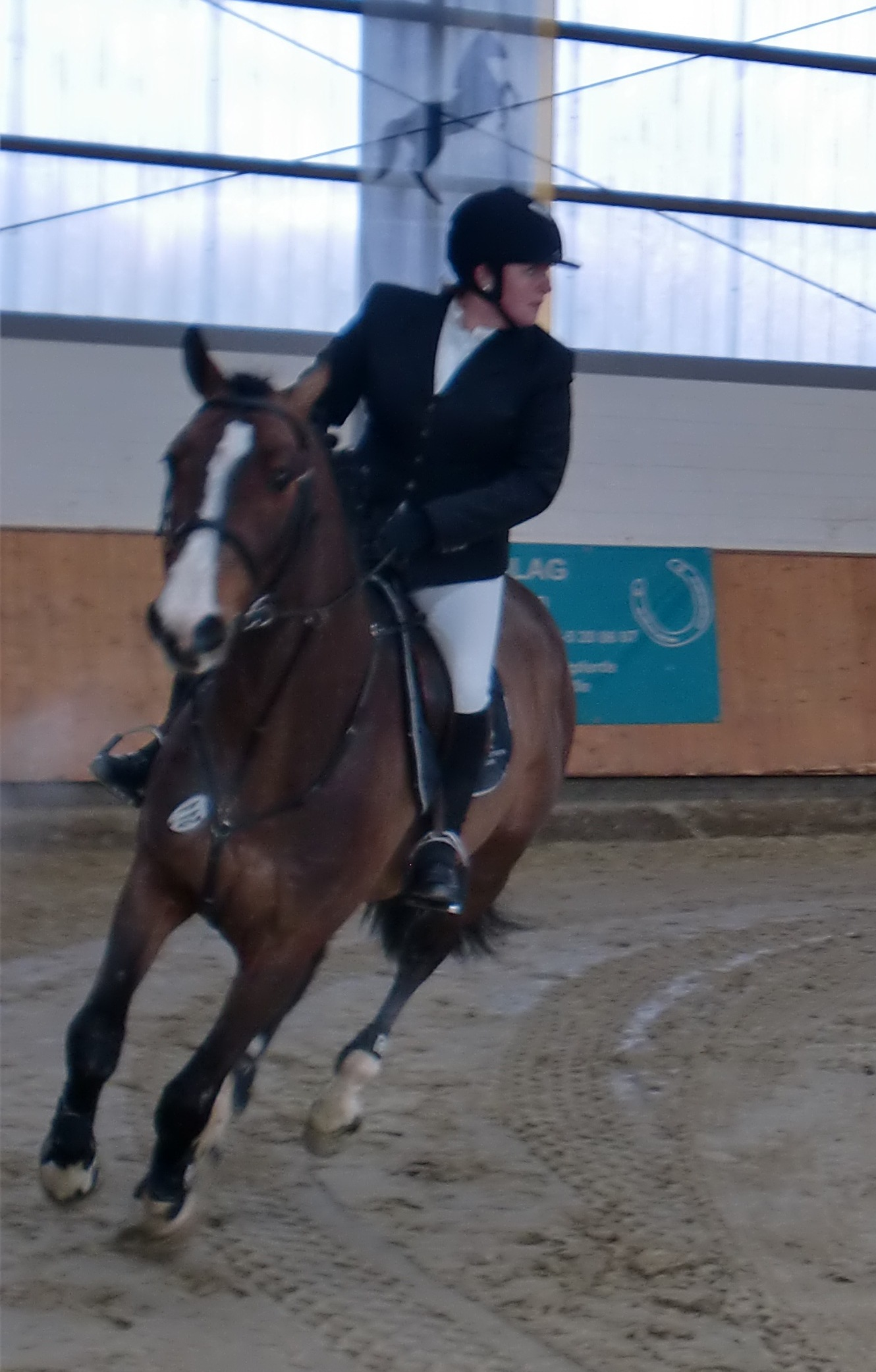
Гелена Вайнберг

Від 1984 до 1987 року Брюс Дікінсон був одружений з Джейн Дікінсон (англ. Jane Dickinson). З його першою дружиною пов'язана неприємна історія, про яку громадськість дізналась після публікації книги «The Dirt: Confessions of the world's Most Notorious Rock Band» (2001) — автобіографії американського гурту Mötley Crüe. У цій книзі басист Ніккі Сікс розповів історію, як після одного з концертів до нього в готельний номер через вікно проникла дівчина, яка запропонувала зайнятися сексом. Відомий своїм розгульним способом життя музикант скористався пропозицією. Наступного дня, коли Брюс Дікінсон прийшов знайомитися з учасниками Mötley Crüe в супроводі юної дівчини, Сікс упізнав у ній нічну відвідувачку. За припущенням басиста, Дікінсон не знав про цю історію до виходу скандальної книги. Як би там не було, з Джейн Брюс розлучився ще 1987 року і до того часу був удруге одружений. Пізніше, у своїх спогадах «The Heroin Diaries: A Year in the Life of a Shattered Rock Star» Сікс згадував про цю історію з жалем і у свій захист говорив про те, що не мав уявлення, ким є ця дівчина, крім того, ініціаторкою їх близькості була вона. Існує поширена думка, що в пісні «Tattooed Millionaire» йде мова про Сікса, але сам Дікінсон ніколи не підтверджував цю інформацію.
Удруге Дікінсон одружився з Падді Дікінсон (англ. Paddy Dickinson) (уроджена Bowden) в 1990 році. Брюс і Падді мають 3 дітей: Остін (англ. Austin Dickinson) (нар. 1990), Гріффін (англ. Griffin Dickinson) (нар. 1992) та Кіа Мішель (англ. Kia Michelle Dickinson) (нар. 1994). Старший син, Остін Дікінсон, вокаліст британського металкор-гурту Rise To Remain.
Двоюрідний брат Брюса, Роб Дікінсон (Роб Дікінсон, нар. 1965), також співак, нині виступає сольно, раніше — учасник гурту Catherine Wheel. Сестра Брюса — німецька вершниця Гелена Вайнберг (нім. Helena Weinberg, нині відома як Гелена Шторманнс, нар. 1963). Розмірковуючи про своє дитинство і самоту, яка переслідувала його через постійні переїзди батьків, Дікінсон згадував: «Єдина людина, у кого було багато друзів — моя сестра Гелен, яка народилася, коли я вперше переїхав в Шеффілд. Вона була повною моєю протилежністю. Дуже світська. Займалася верховою їздою і мала сотні друзів». У дитинстві Брюс дистанціювався від сестри і, за його власними словами, продовжує це робити нині, пояснюючи це тим, що вона була запланованою дитиною.